# Cheiracanthium aizwalense
Cheiracanthium aizwalense is een spinnensoort uit de familie Cheiracanthiidae.
De wetenschappelijke naam van de soort werd in 2007 gepubliceerd door Bijan Kumar Biswas & Kajal Biswas.